# Cyclomia sororcula
Cyclomia sororcula là một loài bướm đêm trong họ Geometridae.